# 2015년 인도 폭염
2015년 4월~5월 인도 폭염은 2015년 4월부터 시작된 인도 지역의 폭염이다. 이 폭염으로 인해 6월 3일 기준 2,500명 이상이 사망했으며 수많은 지역이 영향을 받았다. 폭염은 일반적으로는 3월에 시작하여 5월에 끝나는 건기 때 찾아왔다.
가장 큰 피해를 입은 주는 남부에 자리한 주인 안드라프라데시 주와 이웃한 텔랑가나 주로, 각각 850명 이상과 250명 이상의 사망자가 났다. 나머지 사망자는 동부에 자리한 주인 서벵골 주와 오디샤 주에서 발생했다.

## 발생
이번 폭염의 원인은 몬순 기간 전에 드물게 내리는 소나기였다. 소나기가 내리면서 폭염 지역에 평상시보다 덜한 습도를 만들었고, 그로 인해 폭염이 크게 발생하여 인도 대부분의 지역을 매우 건조하고 마른 날씨로 두었다. 이런 동향은 인도에서 흔치 않은 일이다. 앞서 말한 기상 패턴은 엘니뇨의 여파 (태평양 전역의 해수면 온도를 따뜻하게 만듬)와 겹쳐 최고 온도 기록을 세우기도 했다. 고습한 날씨도 주민들에게 닥친 기온 영향을 악화시키고 있다.

## 영향 지역
| 주                | 사망자수 | 기준 날짜       |
| ----------------- | -------- | --------------- |
| 안드라프라데시 주 | 1,490명  | 2015년 5월 29일 |
| 텔랑가나 주       | 489명    | 2015년 5월 29일 |
| 오디샤 주         | 43~67명  | 2015년 5월 27일 |
| 서벵골 주         | 13명     | 2015년 5월 27일 |
| 구자라트 주       | 10명     | 2015년 5월 28일 |
| 델리              | 5명      | 2015년 5월 27일 |
| 마디아프라데시 주 | 3명      | 2015년 5월 22일 |
| 마하라스트라 주   | 2명      | 2015년 5월 27일 |
| 라자스탄 주       | 2명      | 2015년 5월 25일 |
| 차티스가르 주     | 1명      | 2015년 5월 25일 |
| 총 합             | 2,005명  | 2015년 5월 29일 |

마디아프라데시 주, 비다르바 주, 안드라프라데시 주, 텔랑가나 주, 비하르 주, 자르칸드 주를 비롯한 여러 주와 지역에 거주하는 수많은 주민들이 폭염의 영향을 받았다. 5월 21일에는 인도의 수도인 뉴델리의 기온이 42.6 °C 로 보도되었고, 검은 아스팔트 도로가 녹아내리고 있으며 횡단보도의 줄이 뒤틀리고 있다고 전해지고 있다. 같은 날 잘수구다에서는 45.4 °C 의 기온을 기록했고 다음날 열사병으로 인해 최소 12명이 사망했다고 보도됐다. 5월 23일 알라하바드에서는 47 °C 의 기온을 기록했다. 같은 날 델리와 콜카타 같은 도시에서는 각각 44.5 °C와 36 °C를 기록했다. 오디샤 주에서는 열사병으로 23명이 사망했다. 안드라프라데시 주에서는 최소 246명이 사망하여 가장 많은 사망자가 발생했다.
하이데라바드의 기온은 5월 21일에는 46 °C, 5월 22일에는 44.3 °C로 지난해 같은날 측정된 평균 최고 온도인 39.9 °C를 넘었다. 다음날에도 하이데라바드의 온도는 역시 지난 수년간 같은 날 측정된 평균 최고 온도인 39.9 °C를 넘은 43.6 °C를 기록했다. 5월 24일 캄맘에서는 역대 최고 온도인 48 °C를 기록했다. 해발 2010m에 자리한 산간 피서촌인 무소리에서는 기온이 36 °C까지 올랐다.

## 온도 기록
| 날짜            | 장소          | 기온   |
| --------------- | ------------- | ------ |
| 2015년 5월 24일 | 캄맘          | 48°C   |
| 2015년 6월 19일 | 추루          | 48°C   |
| 2015년 6월 8일  | 알라하바드    | 47.7°C |
| 2015년 5월 23일 | 알라하바드    | 47.7°C |
| 2015년 5월 29일 | 찬드라푸르    | 47.6°C |
| 2015년 6월 9일  | 알라하바드    | 47.6°C |
| 2015년 5월 30일 | 나그푸르      | 47.1°C |
| 2015년 5월 27일 | 메디니나가르  | 47°C   |
| 2015년 5월 29일 | 팔라마우      | 47°C   |
| 2015년 5월 25일 | 델리 국제공항 | 46.4°C |
| 2015년 5월 21일 | 하이데라바드  | 46°C   |
| 2015년 5월 25일 | 사프다르중    | 45.4°C |
| 2015년 5월 21일 | 잘수구다      | 45.4°C |
| 2015년 6월 10일 | 델리 국제공항 | 44.6°C |

## 같이 보기
- 2015년 파키스탄 폭염
- 2019년 인도 폭염